# 神津邦太郎

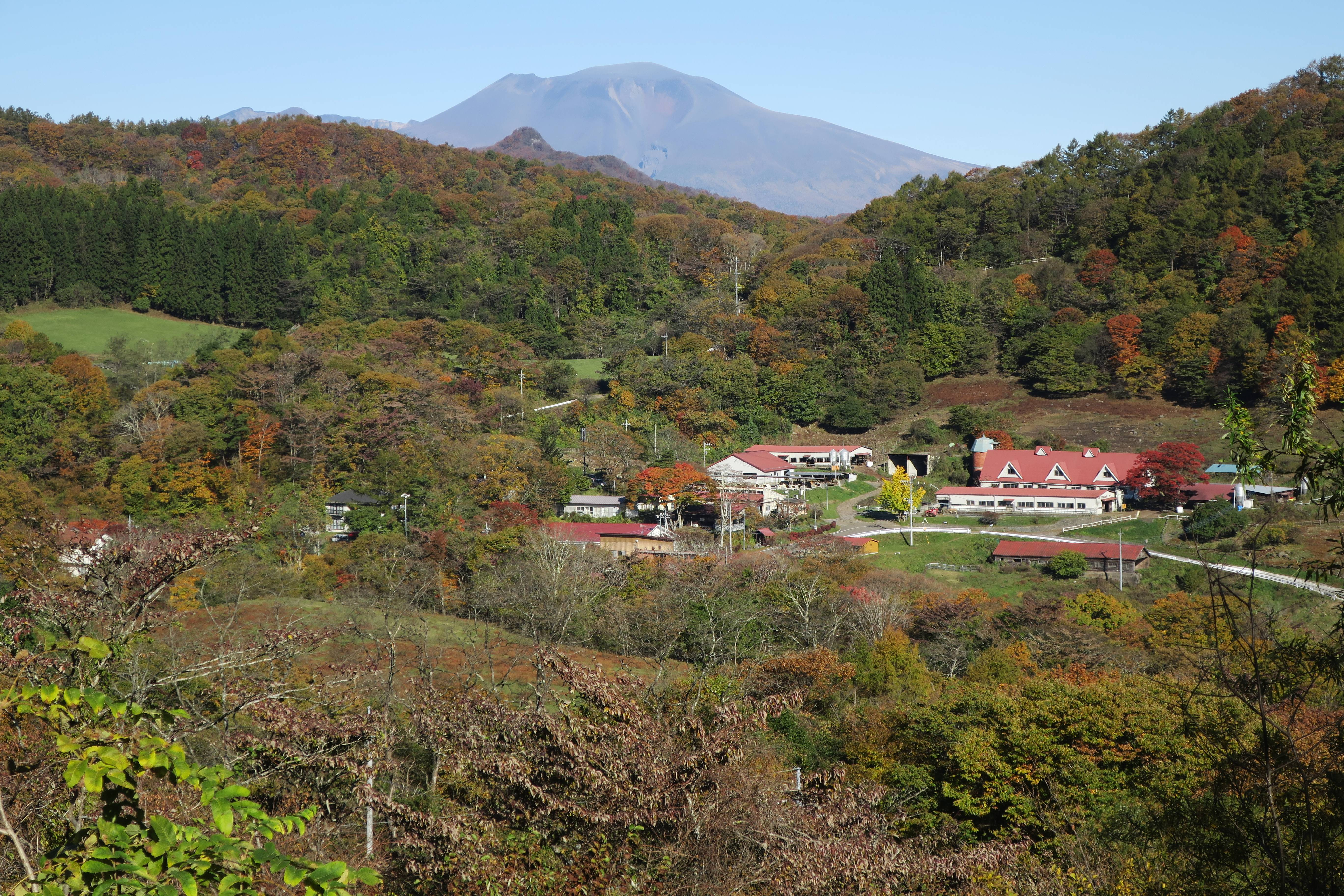
神津牧場

神津 邦太郎（こうづ くにたろう、1865年12月11日(慶応元年10月24日） - 1930年(昭和5年）12月2日）は、日本の酪農家、銀行家、政治家。日本で最初の西洋式牧場の開設者。長野県平民。牧畜業。神津宗家20代。子孫には東京税理士会会長の神津信一税理士がいる。

## 経歴
信濃国佐久郡志賀村（現在の長野県佐久市志賀）の豪農の家に生まれた。信州で指折りの豪農であった神津家は、代々九郎兵衛を名乗る「黒壁家」と、17世紀後半に分かれた「赤壁家」がある。邦太郎は「黒壁家」の出身である。神津家は先代九郎兵衛より家道大に振るう。
邦太郎は村の小学校である志仁学校を卒業すると、1881年東京へ出て慶應義塾に入った。英語や西洋から入ってきた新しい学問を身につけた。そして1885年中国の上海の「聖約翰書院」（現在の聖ヨハネ大学）に留学し、貿易の方法や西洋人の生活を学んだ。1905年から翌年まで農商務省から米国における畜産業に関する調査を委託され、コーネル大学やカリフォルニア大学で酪農について研究した。
酪農の振興を志し、1887年、群馬県甘楽郡西牧村物見官有地272.2haを借地、牛舎を設置して神津牧場を開設した。1889年、「乳油」(バター)を製造、販売する。明治末期、地積約500haの大牧場となった。1905年、ジャージー種牡牛4頭、牝牛24頭をアメリカより、エアーシャー種17頭をカナダより輸入し、純粋種のみを飼育・繁殖し、仔牛を全国に分譲。
当初から酪農を専業の営み、バターを製造する目的で発足したことや、牛乳を販売する搾乳業者の約半分の収益で酪農業を維持しなければならず、理想主義に走り過ぎたことから、経営不振に陥り、1921年に銀行家田中銀之助、1935年に明治製菓（現明治乳業）の経営となり、1945年からは財団法人神津牧場により運営されている。邦太郎は牧場経営以外、佐久銀行や長野農工銀行の重役、志賀村長、北佐久郡議会議員などをつとめた。

## 人物
神津邦太郎は慶應義塾の出身で、神津牧場のバターは福沢諭吉が書簡（岩波書店「福沢諭吉書簡集」）でも絶賛している製品である。邦太郎はつくったバターを東京の食料品店や料理店に売り込んだ。1910年緑綬褒章を賜る。

## 家族・親族

### 神津家
（長野県北佐久郡志賀村(現在の佐久市志賀)）
初代・神津町田、南北朝時代。佐久市志賀には「神津」姓を名乗る家が多いが、藤原北家の後裔で南北朝時代に伊豆神津島よりこの地に移住したと伝えられる。神津家は信州で指折りの豪農だった。
- 祖母・むら[2]
- 父・九郎兵衛[2](長野県平民[2])
- 母・ちも[2]（長野県平民・神津包重の長女[2]）
- 妹・はまじ[2](長野県平民・神津ゑつ方に入家[2])
- 養弟・虎次郎[2](長野県士族・稲垣正利二男[2])
- 養妹・きし[2](長野県平民・小平國次郎に嫁ぐ[2])
- 妻・すみ[2]

1872年生 - 没
- 女・田鶴[2](長野県平民・掛川利兵衛に嫁ぐ[2])

1889年生 - 没
- 男・勝辰[2]

1892年生 - 没
- 女・糸子[2]

1894年生 - 没
- 女・みち[2]

1898年生 - 没
- 女・佳江[2]

1900年生 - 没

## 関連
- 神津牧場
- 神津善之助 - 志賀銀行頭取
- 神津藤平 - 長野電鉄創業者、志賀高原開発者
- 神津俶祐 - 地質学者、東北帝大教授
- 神津猛 - 銀行家